# Soldadito marinero
«Soldadito Marinero» es una canción del grupo musical Fito & Fitipaldis. La canción fue escrita por Adolfo Cabrales Mato (Fito). Está incluida en el álbum Lo más lejos a tu lado, siendo el segundo sencillo después de La casa por el tejado.

## Historia y Composición
La inspiración para "Soldadito Marinero" surgió cuando Adolfo "Fito" Cabrales, líder y compositor de la banda, observó a un hombre mayor desde la ventana de la casa de su padre. Este individuo le dio la impresión de haber "dado seis veces la vuelta al mundo", lo que llevó a Fito a crear la historia ficticia de un marinero con una vida llena de desafíos. La canción destaca por su ritmo pausado, algo que Fito comentó con humor, describiéndola como "la canción más lenta que he hecho en mi vida, una nana tiene más mambo". 

## Información

### Antecedentes y composición
Soldadito Marinero es la canción más escuchada en España de los 2000 en Spotify, con más de 180 millones de reproducciones y ha sido uno de los 5 sencillos más exitosos del grupo.

### Créditos
- Adolfo “Fito” Cabrales: Voz principal, guitarra eléctrica y acústica.
- J.A. Batiz: Guitarra eléctrica, slide , coros, guitarra española, armónica y arpa de boca.
- Javier Alzola: Saxofón.
- Chema “Animal” Perez: Batería.
- Roberto Caballero: Bajo y coros.
- Javier Mora: Piano.

## Versiones y homenajes
- El cantante colombiano Camilo, publicó a su canal de YouTube en 2015 cantando dicha canción. En 2021, Camilo recibió la visita inesperada de Fito Cabrales en su concierto de Bilbao en la gira Mis manos Tour, siendo un sueño cumplido para el cantante colombiano.[5]
- En 2023, en un concierto de Bilbao, Manuel Carrasco cantó con su guitarra dicha canción para rendir homenaje a la tierra en la que se encontraba.[6]
- El cantante David Rees rendió homenaje al grupo en su canción Radio 2000, una canción donde menciona frases de canciones míticas de los 2000.
- El dúo colombiano Cali y El Dandee, lanzaron en abril de 2025 un mashup de la canción "No Digas Nada", junto al tema de Fito[7]

## Videoclip

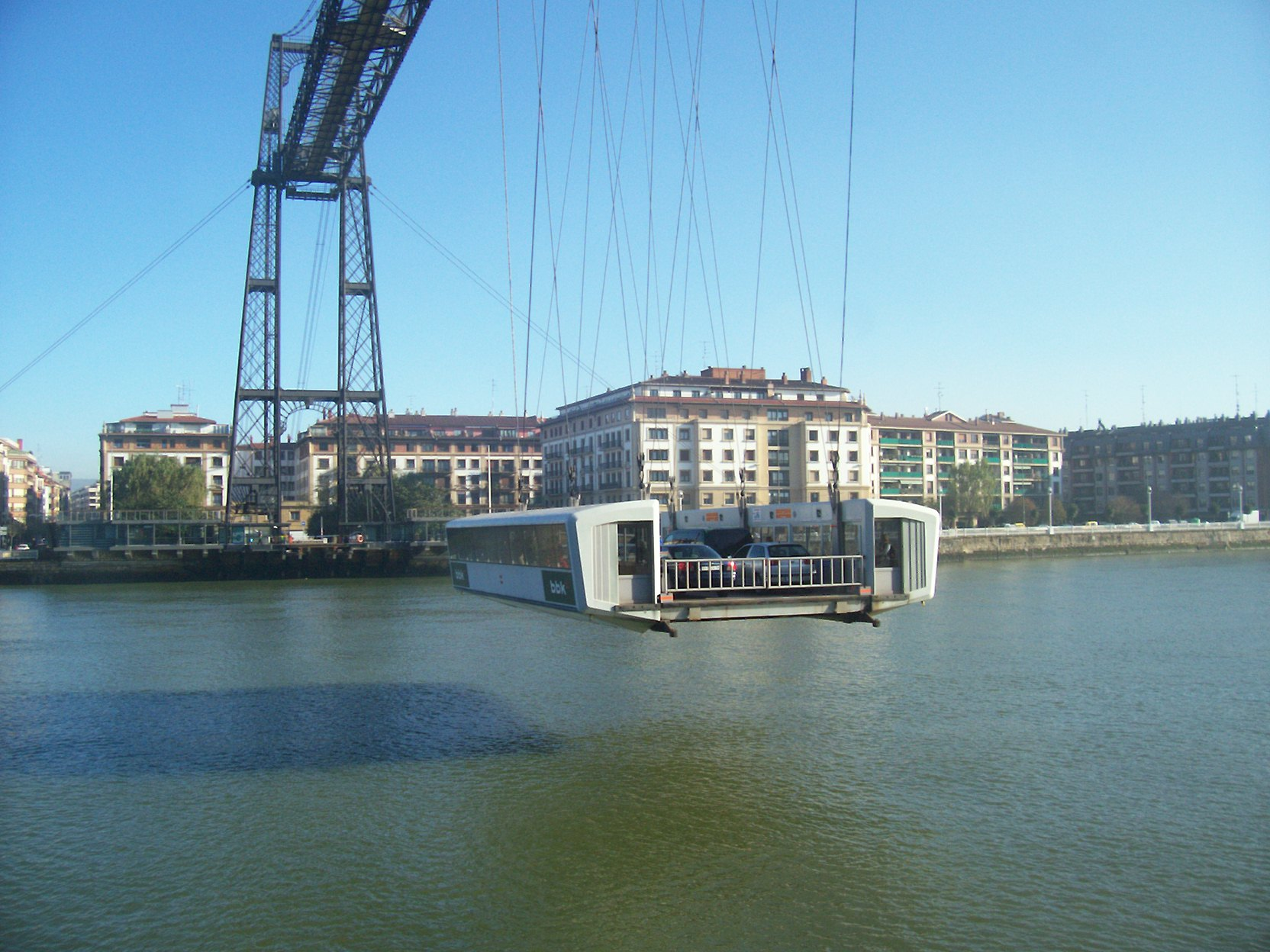
Puente de Vizcaya, lugar donde se grabó el videoclip

El vídeo de 'Soldadito marinero' está rodado en el puerto de Pasajes (Guipúzcoa) y en la ría del Nervión bajo la realización de Manolo Gil y Enrique Urdanoz. 

## Composición y Letra
"Soldadito Marinero" destaca por su lírica cargada de metáforas y un tono melancólico. La canción narra la historia de un joven que, en su búsqueda de libertad, termina atrapado en una vida que nunca imaginó. La metáfora del "soldadito marinero" describe a alguien que, intentando escapar de su realidad, se encuentra perdido y desilusionado.
Fito Cabrales comentó en una entrevista para la revista Heavy Rock nº 240 que la inspiración para la canción vino de observar a "una persona mayor que tenía pinta de haber dado seis veces la vuelta al mundo". A partir de esa imagen, Fito creó la historia de un marinero ficticio que tuvo una vida complicada.
Musicalmente, Fito reconoció que había explorado un nuevo territorio con "Soldadito Marinero". La canción es notablemente lenta, lo cual él mismo admitió en tono jocoso durante la entrevista: "Es la canción más lenta que he hecho en mi vida, una nana tiene más mambo". Sin embargo, defendió su composición, señalando que mantener la simplicidad y el ritmo pausado era un reflejo de la vida del personaje inventado. "Es una paja mental que tengo yo", agregó, mostrando su característico sentido del humor.

### Acusados de canción machista
La canción ha causado algo de polémica por ser acusada de ser una canción que no deja en buen lugar a las mujeres: “Soldadito marinero conociste a una sirena de esas que dicen te quiero si ven la cartera llena.

## Certificaciones
| País   | Organismo certificador | Certificación | Ventas  | Ref.   |
| ------ | ---------------------- | ------------- | ------- | ------ |
| España | PROMUSICAE             | 7× Platino    | 700,000 | [ 13 ] |